# Akademien för det okända

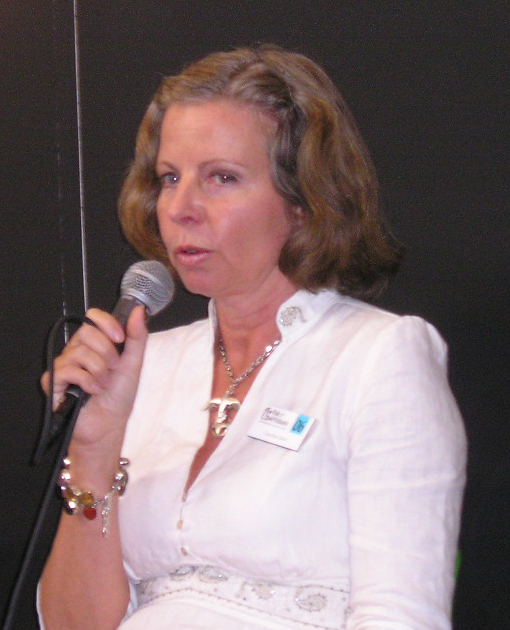
Caroline Giertz var programledare för Akademien för det okända.

Akademien för det okända är en TV-serie som visar ett antal spiritistiska mediers utbildning. Av drygt 200 sökande ska en jury välja ut tio personer som ska deltaga i en sex månader medial utbildning på Häringe slott. Det som står på spel för toppstudenten är medverkan i tv-serien Det okända. Serien sändes i TV4+ under hösten 2007 och består av 9 avsnitt.

## Medverkande
- Vendela Cederholm - lärare och jurymedlem (avsnitt 1-4, 8 och 9)
- Anki Edvinsson - reporter
- Caroline Giertz - programledare och jurymedlem
- Jörgen Gustafsson - akademiens rektor, lärare och jurymedlem
- Elisabeth Lannge - jurymedlem under uttagningarna (avsnitt 1-3)
- Björn Neubeck - elevernas psykoterapeut, lärare (avsnitt 4 och 7) samt jurymedlem (avsnitt 4-7)
- Lena Ranehag - lärare och jurymedlem i avsnitt 7
- Margaretha Tärnström - lärare och jurymedlem i avsnitt 6
- Anders Åkesson - lärare och jurymedlem i avsnitt 5 och 8

## Elever
- Annette Andersson (t.o.m. avsnitt 4)
- Kristina Alexandersson (t.o.m. avsnitt 6)
- Örjan Ellström
- Charlotte Lilja (t.o.m. avsnitt 4)
- Johan Lundberg (t.o.m. avsnitt 5)
- Kersti Manell
- Jessica Norell
- Liselotte Örnberg
- Camilla Öhrnberg (vinnare)
- Anne Nyeng-Jansson

## Avsnitt
| Nr | Datum      | Beskrivning |
| -- | ---------- | --- |
| 1  | 2007-09-26 | Drygt 200 sökande möter tester och juryn. Kvar blir 60. |
| 2  | 2007-10-03 | Uttagningarna fortsätter. 60 sökande decimeras till 20. |
| 3  | 2007-10-10 | Uttagningarnas sista dag. De tio eleverna utses. |
| 4  | 2007-10-17 | Eleverna får bland annat lära sig möta människor i sorg och nöd. Juryn beslutar att Annette Andersson och Charlotte Lilja inte får fortsätta utbildningen.                 |
| 5  | 2007-10-24 | Utbildning och tester inom bland annat psykometri. Kayo Shekoni och Tasso Stafilidis gästar programmet. Juryn beslutar att Johan Lundberg inte får fortsätta utbildningen. |
| 6  | 2007-10-31 | Djurkommunikatören Margaretha Tärnström lär ut sina färdigheter. Juryn beslutar att Kristina Alexandersson inte får fortsätta utbildningen.                                |
| 7  | 2007-11-07 | Utbildning i hur man lokaliserar försvunna personer och i hur man genomför seanser på telefon. Jurun ger omdömen, men ingen röstas ut.                                     |
| 8  | 2007-11-14 | Eleverna genomför seanser med Camilla Henemark, Lisa Fabre och Lina Forss.                                                                                                 |
| 9  | 2007-11-21 | Camilla Öhrnberg vinner och får en plats i Det okända. |